# Clavelina puertosecensis
Clavelina puertosecensis is een zakpijpensoort uit de familie van de Clavelinidae. De wetenschappelijke naam van de soort is voor het eerst geldig gepubliceerd in 1974 door Millar & Goodbody.